# ウーマニ
ウーマニ（ウクライナ語: У́мань [ˈumɐnʲ/ウーマニ]）は、ウクライナ・チェルカースィ州の都市である。行政区分のウーマニ地区の地区中央となっている。北緯48度45分 東経30度13分 / 北緯48.750度 東経30.217度、カーミヤンカ川とウーマンカ川の合流する沿ドニプロー高地に位置する。主要幹線道路であるキエフ・オデッサ間のM05自動車道とサンクトペテルブルク・オデッサ間のE95自動車道が通過する。人口は2022年現在で81525人。ユダヤ教徒のシュテットルとしても知られる。

## 名称
現代のウクライナの公用語であるウクライナ語名では、通常ウーマニ（Умань [ˈumɐnʲ/ウーマニ]）と呼ばれる。また、フーマニ（Гумань [ˈɦumɐnʲ/フーマニ]）という別名も存在する。
かつてこの地を支配した国家の用いた主な言語としては、ポーランド語とロシア語がある。ポーランド語名では、この町はフマィン(Humań [ˈxumaɲ/フーマィン])と呼ばれる。ロシア語では、ウーマニ（Умань [ˈumənʲ/ウーマニ]）と呼ばれる。この地と関わりの深いユダヤ教徒に用いられるイディッシュ語ではウマン（UmanまたはImen'）と呼ばれる。この他、英語ではUman'またはUman、チェコ語ではUmaň、ドイツ語ではUmanなどと表記される。ウクライナ語名のラテン文字表記としては、Uman'、Uman、Umaňなどが存在する。
日本語では、さまざまな表記バリエーションが存在する。ウクライナ語名またはロシア語名についてはまず、アクセント位置を表す長音符を用いてウーマニ、それを用いずにウマニ、軟子音を表さずにウマンと書かれる。しばしばウマーニと書かれるが、アクセントは第2音節の「ма」ではなく第1音節の「у」にあるため、これは適切な表記ではない。

## 歴史

### 16 - 17世紀
ウーマニ地方は、1569年からポーランド・リトアニア共和国に組み込まれた。1609年には、ブラツワフならびにヴィンニツァの領主であったアレクスィ・カルノフスキによって「ウーマニ」と命名する指令が出された。この名が初めて公式文書に現れるのは1616年のことで、このときウーマニは小都市(共同体；містечко)として記述された。この小都市は、ポーランド・リトアニア連合がディーケ・ポーレとの間に置いた警戒線に組み込まれ、クリミア・タタール人の浸入に備える堡塁として整備された。1629年には、ウーマニは木製の防御設備を要する要塞となり、1064戸を数える城砦の周囲には堀と土塁が築かれた。城砦小都市は、ポーランド・リトアニア連合のブラスワフ県に組み入れられた。
1648年にはウクライナ・コサックのボフダン・フメリニツキーの蜂起に呼応したイヴァーン・ハンジャーの部隊により占領され、この町を根拠地とするウーマニ連隊が置かれた。1648年から1667年まで、ウーマニは連隊都市および主要要塞としてヘーチマン国家の領域に属した。1654年末から1655年初めにかけて、イヴァーン・ボフーンに指揮されたウーマニのコサックはポーランド・シュラフタの軍隊の侵攻を退けた。しかし、1667年にモスクワ公国とポーランド・リトアニア連合との間で締結されたアンドルーソヴォ講和条約により、ウーマニは再びポーランドに領有されることとなった。
1670年から1674年にかけて、ウーマニには右岸ウクライナのヘーチマン・ムィハーイロ・ハネーンコが居住した。しかし、1674年には左岸ウクライナのヘーチマン・ペトロー・ドロシェーンコとオスマン帝国およびクリミア・ハン国の連合軍の侵攻により完全に破壊され、余多の住民が殺害された。この出来事のあとウーマニは衰退し、住民の多くは左岸ウクライナへ移住した。

### 18世紀

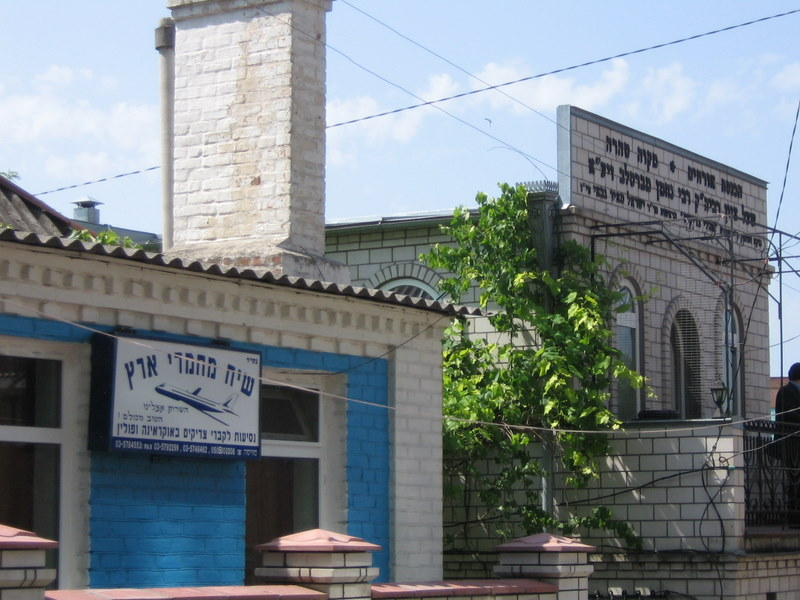
市内のシナゴーグ

衰退は、1726年まで続いた。この年には、ウーマニはポーランドのマグナート・フランチシェク・サレズィ・ポトツキ伯爵の所領に編入された。この当時、より東部にあった彼の領地においてはハイダマークィの叛乱が続いていた。ポトツキ伯は、所領内の他の地域からこの町へ、自分の農民や職人を移住させることを企図した。移住計画は、1737年から1750年に実施された。
1760年、ウーマニはマクデブルク法を採用して正式に都市(місто)となった。また、シナゴーグが開かれた。1761年には、農民の労働力により城砦が完成された。1764年には、ポトツキはウーマニにカトリック教会の聖バシリスクス修道院を建立した。修道僧たちはまた、自らも400 名が学ぶ聖バシリスク神学校を開校した。ウーマニの周辺には多くのコサック・スロボダー(自由民)が住み着き、ハイダマークィの襲撃から町を守った。ウーマニは、右岸ウクライナのキエフ地方やチェルカースィ地方において最も重要な都市のひとつとなっていった。

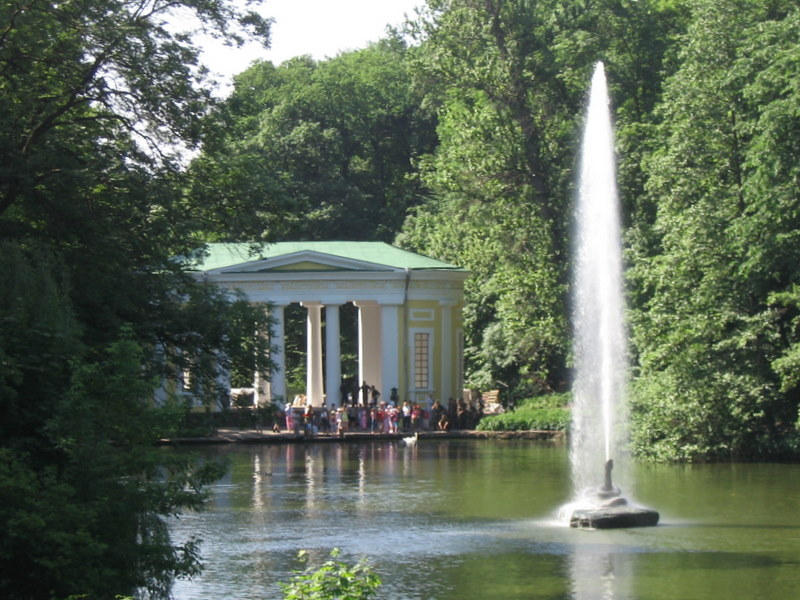
「ソフィーイウカ」公園

1768年、コリーイの乱の時に、マクスィーム・ザリズニャークとイヴァン・ゴーンタ率いるハイダマーカがウーマニを陥落させ、右岸ウクライナを管理していたポーランド系貴族・カトリック聖職者、ユダヤ人などを抹殺した。この事件ののち、ウーマニは再び衰微の道を辿った。住民はほとんどいなくなり、商業は衰退した。
ポーランド分割により、1793年にはウーマニはロシア帝国領に組み込まれ、ウーマニ郡の郡都となった。1795年には、スタニスワフ・シュチェンスヌィ・ポトツキ伯がウーマニへ転居し、生涯ここで暮らした。彼は、町の復興に勢力を費やした。1796年には、高名な風景式庭園公園「ゾフュフカ」(ウクライナ語では「ソフィーイウカ」)を作った。
ウーマニは、1795年にはロシア帝国のヴォズネセーンスク県の郡都市となり、1797年にはキエフ県に編入された。

### 19世紀
19世紀初頭、ウーマニはユダヤ人共同体のハシディズムの中心地となった。ラビ・ナフマン・ブラツラフやイスラエル・ベン・エリエゼルは、後半生をウーマニで過ごした。イスラエル・ベン・エリエゼルは、1810年にウーマニで結核によって死去した。その遺言により、彼はコリーイウシュチナのポグロム犠牲者の眠る古いユダヤ人墓地に埋葬された。ウーマニにある彼の生前の住居は、現在シナゴーグとして整備されている。

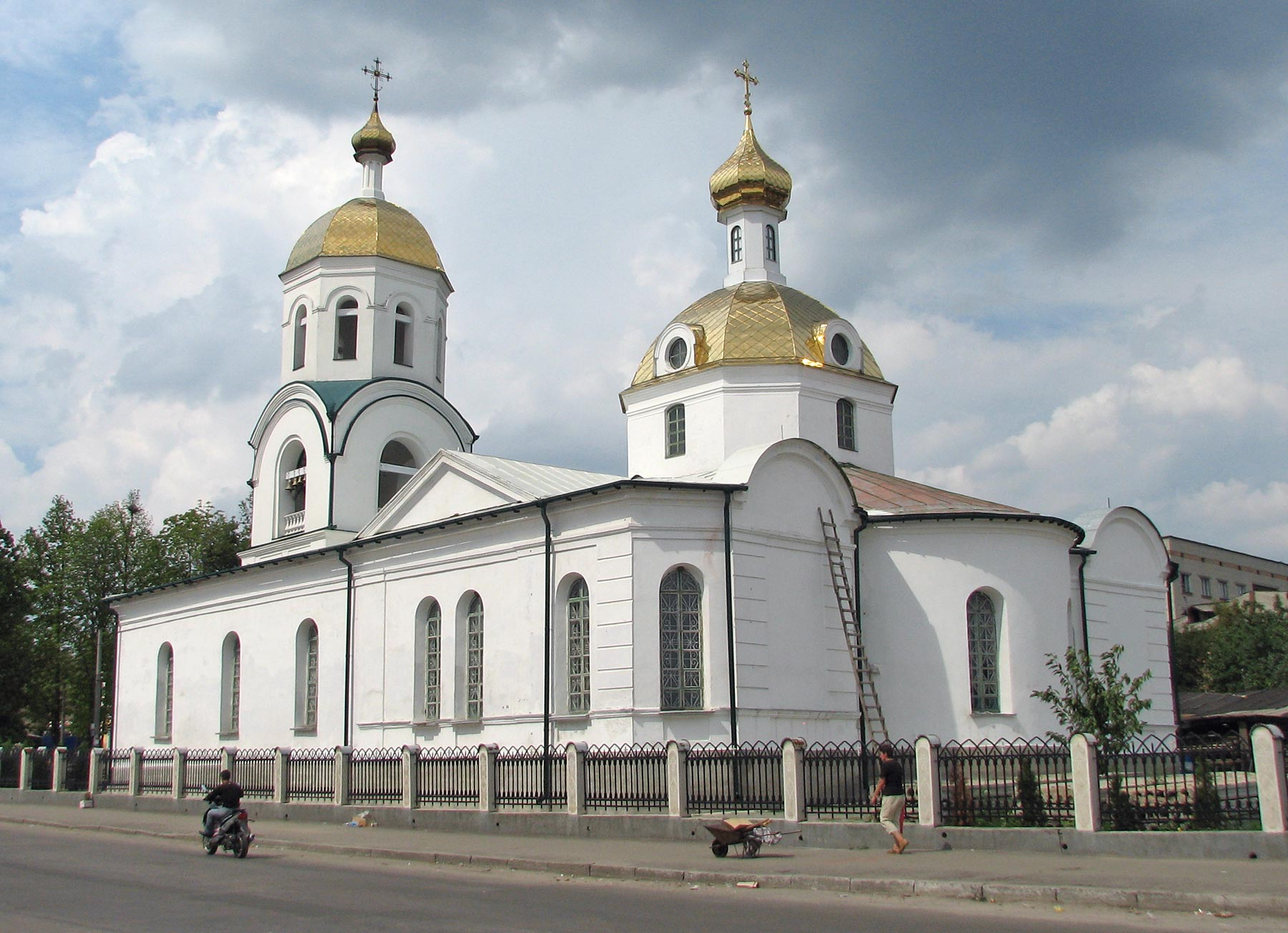
正教の教会

1826年には、ウーマニに生神女マリヤ教会が建立された。現在、この建物はウクライナの文化的遺産に登録されている。
1834年、ロシア帝国政府によってウーマニはポトツキ家から没収され、1838年にはキエフ県およびポドリエ県の軍居住区の管轄に入れられた。この頃でも、アーチ橋や瓦斯燈の設置された通りなど、貴族的なインフラが建設され続けた。1859年には、オデッサからウーマニへ園芸学校が移設された。
19世紀後半から、ウーマニの人口は著しく増加した。1860年に1万人であった住民数は、1897年には2万9千人、1914年には5万人近くに膨れ上がった。人口の増加には、鉄道の建設が関係していた。1890年にはキエフまでの鉄道が、1891年にはオデッサまでの鉄道が開通した。産業は商業と手工業を中心に発展し、特に家具類の通商が盛んであった。19世紀末には、ウーマニは典型的なユダヤ人地方共同体になった。

### 20世紀

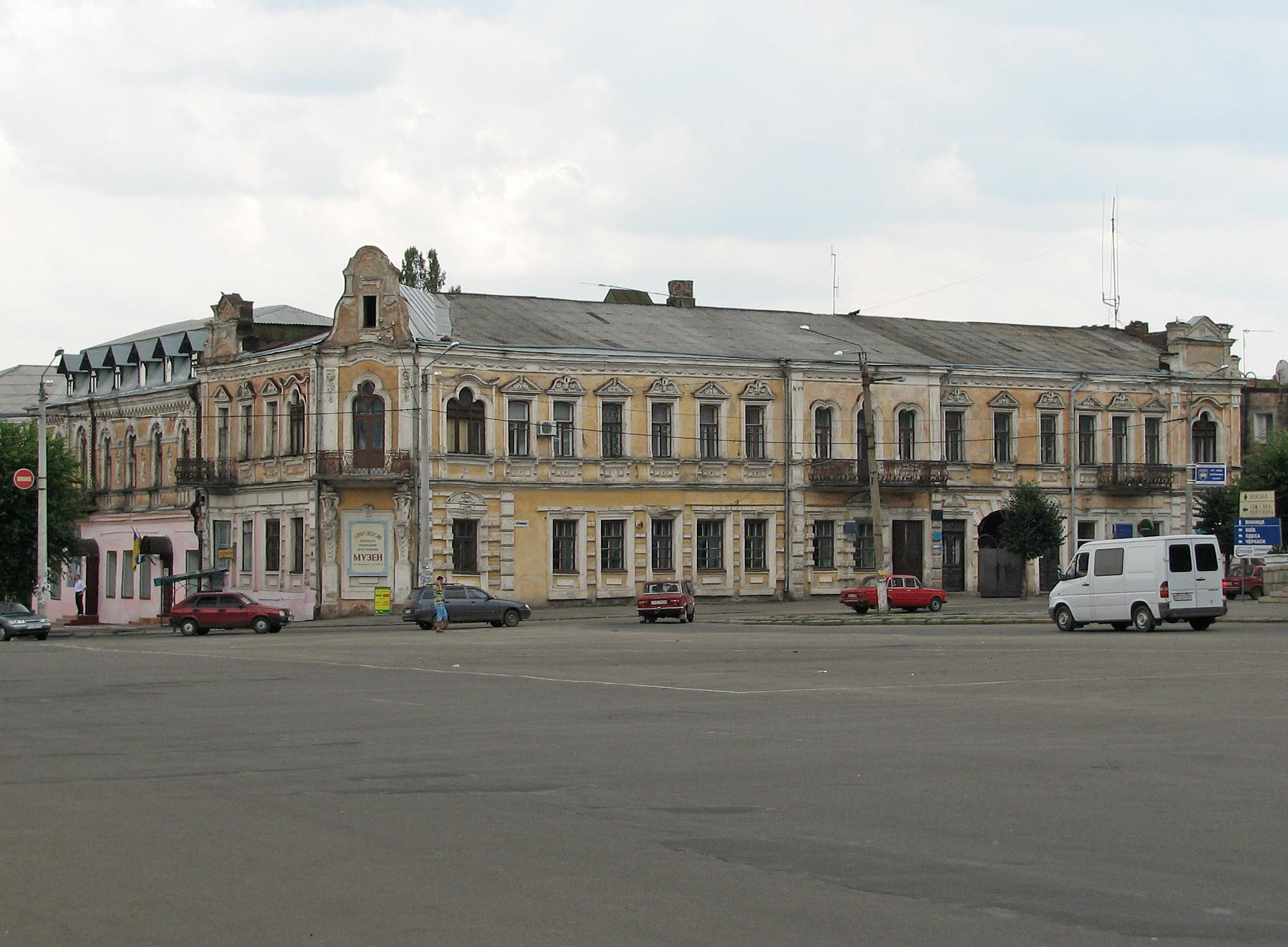
博物館となっている市の図書館

1900年当時、ウーマニには3万の人口が住んでおり、その内21500人はユダヤ人であった。町には3つのシナゴーグ、13の祈祷場があり、私立のユダヤ人学校が4つあった。また、カトリックの教会も4つあった。この他、町には劇場もあった。ロシア革命とウクライナ内戦中、ウーマニはウクライナ人民共和国のキエフ県に属し、その後ソビエト・ロシア軍、白軍、ウクライナ人民共和国軍と連合したポーランド軍に占領された。ウクライナ独立戦争での独立派共和国の敗北ののち、最終的にはパリ講和会議にてウクライナ社会主義ソビエト共和国への所属が決定された。ソ連が結成されると、ウーマニはその領域に取り込まれた。

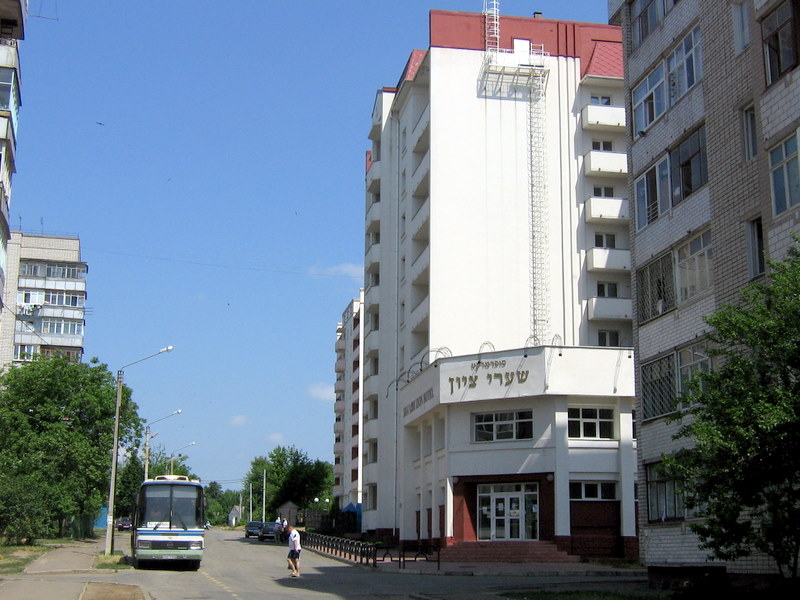
町並みとシナゴーグ

第二次世界大戦が開戦すると、激しい攻防戦の末、1941年8月1日にウーマニはナチス・ドイツ軍に占領された。ウーマニの赤軍第6軍と第12軍は包囲された。ウーマニには、赤軍捕虜のための強制収容所「ウーマニの溜め穴」(«Уманська Яма»)が建設された。1941年8月14日の時点で、5万人の赤軍捕虜が収容された。町外れのスヒーイ・ヤール(Сухий Яр、乾いた谷)では、ドイツ軍により1万3千人以上のユダヤ人が殺害された。また、ソフィーイウカ公園も著しく破壊され、園内にはドイツ軍の戦死者墓地が作られた。第2ウクライナ戦線の実施したウーマニ＝ボトシャーニ作戦により、ウーマニは1944年3月10日にソ連に奪回された。
戦後、ウーマニは地区中央となった。現代において、ウーマニはそのまたとない森林公園で知られている。また、ソ連時代には禁止されたユダヤ教徒のウマン巡礼はソビエト連邦の崩壊に先立つ1989年から再開されており、ユダヤ教徒の間ではウマンは主要な巡礼地として知られている。

## 人口

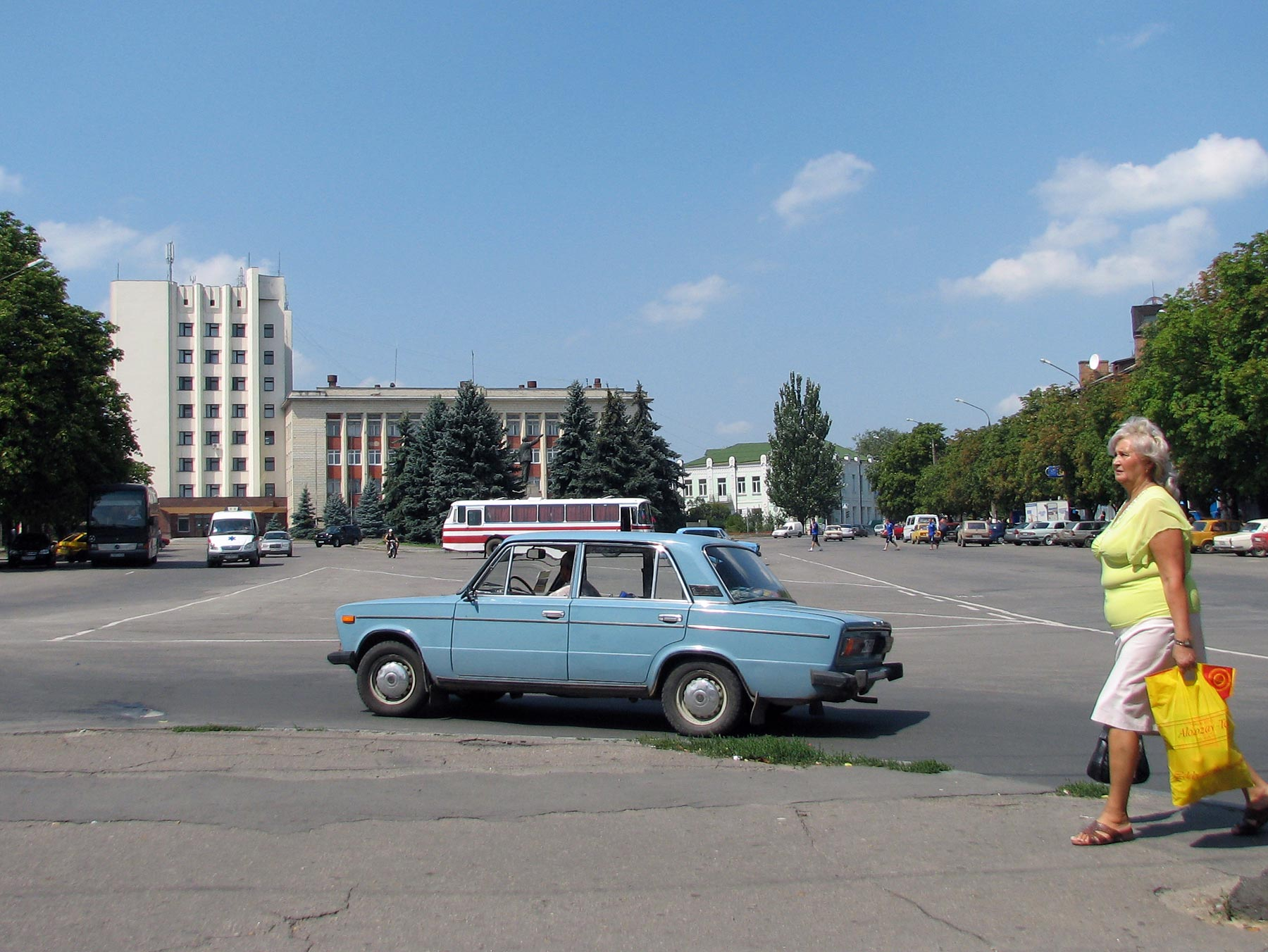
レーニン広場

1960年代以降、ウーマニの人口は大きく増加した。
| 1926年   | 1959年   | 1970年   | 1980年   | 2004年   | 2007年   |
| -------- | -------- | -------- | -------- | -------- | -------- |
| 44800 人 | 45000 人 | 63000 人 | 80000 人 | 88730 人 | 87850 人 |

主な民族別の人口比は以下の通り。
| 年/民族 | ウクライナ人 | ユダヤ人 | ロシア人 |
| ------- | ------------ | -------- | -------- |
| 1926年  | 43.3 %       | 49.5 %   | 4.6 %    |
| 1959年  | 76.5 %       | 5 %      | 16 %     |

## 姉妹都市
- グニェズノ(ポーランド)
- デイヴィス(アメリカ合衆国)